# Alfred Milner
Alfred Milner, 1. wicehrabia Milner KG, GCB, GCMG (ur. 23 marca 1854 w Gießen w Hesji, zm. 13 maja 1925 w Sturry Court niedaleko Canterbury) – brytyjski arystokrata, polityk i administrator kolonialny pochodzenia niemieckiego, jedyny syn Charlesa Milnera i córki generała-majora Johna Readyego. Prominentny polityk Imperium brytyjskiego, wywarł wielki wpływ na Południową Afrykę.

## Początki kariery
Dziadek Alfreda był Anglikiem, który osiadł w Niemczech i poślubił Niemkę. Ojciec Alfreda studiował fizykę w Londynie, później był lektorem języka angielskiego na uniwersytecie w Tybindze. W Tybindze wykształcenie odebrał również Alfred, który kontynuował naukę w King’s College w Londynie oraz w latach 1872–1876 w Balliol College na Uniwersytecie w Oksfordzie. Uczelnię ukończył w 1877 r. ze stopniem naukowym pierwszej klasy. Został również wybrany do Stowarzyszenia New College. Na studiach zaprzyjaźnił się z Arnoldem Toynbee, z którym współpracował później przy jego pracach z zakresu historii ekonomicznej.
Mówił po angielsku z wyraźnym niemieckim akcentem, ale sam uważał siebie za "wielkiego brytyjskiego patriotę". Był gorącym zwolennikiem Imperium Brytyjskiego, a jego największym marzeniem był światowy Parlament w Londynie, w którym oprócz przedstawicieli Wielkiej Brytanii zasiadaliby również delegaci z Kanady, Australii, Nowej Zelandii i Południowej Afryki.
W 1881 r. Milner rozpoczął praktykę adwokacką w Inner Temple. Wkrótce rozpoczął również pracę dziennikarską w Pall Mall Gazette, gdzie został asystentem redaktora Steada. W 1885 r. porzucił dziennikarstwo i postanowił spróbować swych sił w polityce startując w wyborach do Izby Gmin z okręgu Harrow jako reprezentant Partii Liberalnej. W wyborach poniósł porażkę, został jednak zauważony przez wpływowego polityka liberałów, George’a Goschena, który mianował Milnera swoim prywatnym sekretarzem, a po uzyskaniu w 1887 r. stanowiska Kanclerza Skarbu uczynił głównym prywatnym sekretarzem.
Dzięki protekcji Goschena Milner został w 1889 r. mianowany podsekretarzem stanu w egipskim Ministerstwie Finansów. W Egipcie przebywał przez 3 lata, podczas których przeprowadzono pierwszą wielką reformę finansową po tym, jak kraj stanął na krawędzi bankructwa. Milner powrócił do Anglii w 1892 r. i wydał książkę England and Egypt. Jeszcze w tym samym roku został przewodniczącym Inland Revenue. W 1894 r. został odznaczony Krzyżem Towarzyskim Orderu Łaźni, a w 1895 r. Krzyżem Komandorskim tegoż Orderu.

## W Południowej Afryce
Na stanowisku przewodniczącego Inland Revenue Milner pozostawał do 1897 r. Nawiązał tam wiele znajomości, m.in. z Goschenem, lordem Cromerem (konsulem generalnym w Egipcie), Michaelem Hicksem-Beachem i sir Williamem Vernonem Harcourtem. Uczyniło go to jedną z najbardziej wpływowych postaci wśród liberałów.
Tymczasem w kwietniu 1897 r. Hercules Robinson zrezygnował ze stanowiska gubernatora Kolonii Przylądkowej i Wysokiego Komisarza Południowej Afryki. Zrezygnował w związku z kryzysem politycznym między brytyjską Kolonią Przylądkową a burską Republiką Transwalu po "rajdzie Jamesona" w 1896 r. Brytyjski minister kolonii Joseph Chamberlain zaproponował Milnera na stanowisko nowego gubernatora i Wysokiego Komisarza. Nominacja została ciepło przyjęta przez liderów Partii Liberalnej i późniejszego premiera Asquitha. Milner otrzymał zadanie unormowania relacji z burskimi państwami, Transwalem i Oranią.
Milner przybył do Kolonii Przylądkowej w maju 1897 r. Po unormowaniu stosunków z prezydentem Transwalu Paulem Krugerem Milner rozpoczął podróż brytyjskich posiadłości na południu Afryki. Przybył do Protektoratu Beczuany, Rodezji i Lesotho. Aby lepiej zrozumieć punkt widzenia Burów z Transwalu i Oranii oraz mieszkańców Przylądka Holenderskiego (części prowincji Przylądkowej Zachodniej, zamieszkanej w większości przez ludność pochodzenia holenderskiego) uczył się podczas swojej podróży języka niderlandzkiego i języka afrikaans. Milner doszedł również do wniosku, że nie będzie nadziei na pokój i postęp w Afryce Południowej, jeśli zachowana zostanie "całkowita uległość Brytyjczyków wobec Holendrów w jednej z Republik". Milner miał na myśli sytuację w republice Transwalu, gdzie po okryciu złota przybyło wielu poszukiwaczy złota, głównie z Wielkiej Brytanii, a rząd burski obawiając się wpływu tych Uitlanders ("Cudzoziemców") nie przyznał im praw wyborczych.
Niepodległe republiki Transwalu i Oranii stały ponadto na przeszkodzie brytyjskim marzeniom o poddaniu pod kontrolę Korony całej Afryki, od Kairu do Kolonii Przylądkowej. Milner obawiał się również, że odkrycie złota naruszy równowagę sił w południowej Afryce na korzyść Burów, który szybko wzbogaceni mogliby przy poparciu Afrykanerów z Kolonii Przylądkowej wyrzucić Brytyjczyków z tej części Afryki. Tryumfalna reelekcja Krugera w lutym 1898 r. oznaczała, że sytuacja Uitlanders w Transwalu nie poprawi się. Milner uznał to za dobrą okazję aby Pretoria wystąpiła w obronie cudzoziemców.
3 marca 1898 r. w przemówieniu dostarczonym na zebranie Unii Afrykanerskiej w Graaff-Reinet Milner ogłosił, że jest zdeterminowany bronić wolności i równości brytyjskich obywateli w burskich republikach. Plany Milnera zbiegały się z planami wpływowego południowoafrykańskiego polityka Cecila Rhodesa. Zarówno Milner jak i Rhodes uważali Brytyjczyków za najwyższą ludzką rasę, której przeznaczeniem jest władza nad światem. Obaj byli zdeterminowani, aby usunąć burskie republiki z drogi imperialnym planom Brytyjczyków. Milner odrzucał możliwość pokojowego rozwiązania kwestii Uitlanders. Uważał, że Brytyjską hegemonię na południu Afryki można utwierdzić tylko siłą oręża.
Milner próbował skłócić burskie republiki z Afrykanerami z Kolonii Przylądkowej. Tu napotkał jednak na przeszkody. Mimo iż nie wszyscy w Unii Afrykanerskiej lubili Krugera, w tej sytuacji murem stanęli za prezydentem Transwalu. Trudności wzrosły gdy w wyborach do południowoafrykańskiego Parlamentu Unia uzyskała większość mandatów. Milner popadł również w konflikt z ministrem Schreinerem, który sprzeciwiał się brytyjskiej interwencji w Transwalu. Skończyło się na tym, że w październiku 1898 r. minister został odwołany ze stanowiska. Milner udał się następnie do Anglii, skąd powrócił w lutym 1899 r. z pełnym poparciem ministra Chamberlaina.
Sytuacja w międzyczasie pogorszyła się. W Johannesburgu trwały zamieszki a p.o. Wysokiego Komisarza, generał William Francis Butler, nie palił się do popierania żądań Uitlanders. 4 maja 1899 r. w piśmie wysłanym do Ministerstwa Kolonii Milner pisał, że wojna jest koniecznością. Tymczasem południowoafrykańscy politycy wciąż usiłowali rozwiązać konflikt metodami pokojowymi. Jan Hendrik Hofmeyr zorganizował w dniach 31 maja – 4 czerwca konferencję pokojową między Milnerem a Krugerem. Gubernator przedstawił trzy żądania:
- przyznania praw wyborczych cudzoziemcom
- prowadzenia obrad transwalskiego parlamentu w języku angielskim
- przedstawiania wszystkich ustaw transwalskiego parlamentu do zatwierdzania władzom brytyjskim

Zgodnie z oczekiwaniami Milnera Kruger odrzucił żądania i wyjechał z konferencji ze łzami w oczach. Wszystkie negocjacje zostały zerwane. 11 października 1899 r. Wielka Brytania wypowiedziała wojnę burskim republikom.

## II wojna burska
Po wybuchu wojny Milner nie przejął osobiście dowodzenia, ale starał się wywierać wpływ na decyzje dowódców. W 1901 r., kiedy większość terytoriów republik burskich znajdowała się pod kontrolą Brytyjczyków, Milnerowi powierzono zorganizowanie brytyjskiej administracji cywilnej na podbitych terytoriach. W związku z tym zrezygnował on w lutym 1901 r. z funkcji gubernatora Kolonii Przylądkowej, ale pozostał na stanowisku Wysokiego Komisarza. Na podległych sobie ziemiach utrzymywał sieć obozów koncentracyjnych dla cywilnej ludności burskiej i ludności tubylczej. Szacuje się, że zmarło w nich ok. 40 000 ludzi.
W maju 1901 r. Milner udał się na "ciężko zapracowane wakacje" do Wielkiej Brytanii, podczas których większość czasu spędził w Ministerstwie Kolonii. 24 maja został przyjęty na audiencji u króla Edwarda VII. Tego samego dnia został odznaczony Krzyżem Wielkim Orderu Łaźni i mianowany członkiem Tajnej Rady. Otrzymał również tytuł para Zjednoczonego Królestwa jako 1. baron Milner of St James’s and Cape Town. Rok później jego tytuł został podniesiony do godności wicehrabiego.
Podczas pobytu Milnera w Afryce Południowej doszło do zmiany w kierownictwie Partii Liberalnej. Ludzie z którymi związał się Milner przez wyjazdem do kolonii, tacy jako Goschen czy Hicks-Beach, stracili wpływy w Partii. Jej liderem był obecnie Henry Campbell-Bannerman, który nie przepadał za Milnerem. Inny liberał, Leonard Henry Courtney określał nawet Milnera mianem człowieka "pozbawionego rozumu". Campbell-Bannerman agitował na rzecz pozbawienia Milner wszelkich stanowisk. Te starania nie przyniosły rezultatów i w sierpniu 1901 r. lord Milner powrócił do Afryki Południowej. Ponieważ operacje wojenne dobiegały końca Milner rozpoczął organizację cywilnej administracji. Praca nabrała rozpędu, kiedy 31 maja 1902 r. podpisano w Pretorii traktat kończący II wojnę burską.

## Czas pokoju
Natychmiast po zawarciu pokoju Milner opublikował 21 czerwca Listy Patentowe ustanawiające zarząd kolonii koronnych w dawnych republikach Transwalu i Oranii. Automatycznie otrzymał stanowisko gubernatora kolonii Oranje i Transwalu. Milner ustanowił nowy podatek w wysokości 10% rocznych zysków z kopalni złota. Nadzorował również przesiedlenia ludności burskiej, podział ziemi między brytyjskich osadników, edukację, wymiar sprawiedliwości i budowę linii kolejowych. Tymczasem ponownie skomplikowały się sprawy wewnętrzne Wielkiej Brytanii. Na skutek sporu o kształt polityki gospodarczej państwa Chamberlain stracił stanowisko ministra kolonii. Milner przebywający wówczas w Europie spotkał się z nowym premierem, Arthurem Balfourem, który zaproponował Milnerowi tekę ministra kolonii, jednak lord odrzucił tę propozycję, uznając za ważniejsze wypełnienie swojej misji w południowej Afryce. W grudniu 1903 r. powrócił do Johannesburga, gdzie dowiedział się o kryzysie przemysłu kopalnianego spowodowanego brakiem chętnych do pracy w kopalniach złota. Milner wpadł więc na pomysł sprowadzenia robotników z Chin na 3-letnie roboty. Pierwszy transport robotników przybył w czerwcu 1904 r.
Na przełomie 1904 i 1905 r. lord Milner był pochłonięty wdrażaniem w Transwalu systemu rządów reprezentacyjnych, stanowiących pośrednią formę między królewską administracją kolonii a samorządem. 31 marca 1905 r. zostały wydane odpowiednie zarządzenia odnośnie do rządów reprezentacyjnych. Tymczasem pogorszył się stan zdrowia lorda Milnera i wicehrabia zdecydował się odejść na emeryturę. Natychmiast po wydaniu wspomnianych zarządzeń zrezygnował ze wszystkich pełnionych funkcji i 2 kwietnia opuścił Pretorię i następnego dnia odpłynął do Europy. Pozostawiał Afrykę Południową w stanie ekonomicznego kryzysu, z licznie podnoszonymi głosami sprzeciwu wobec jego bezwzględnej polityki. Minister kolonii Alfred Lyttelton stwierdził jednak, że działalność Milnera w Afryce stworzyła podstawy do zjednoczenia brytyjskich kolonii w Unię Południowoafrykańską. Po powrocie do kraju Uniwersytet w Oksfordzie nadał mu tytuł honorowego doktora prawa cywilnego.
Doświadczenia w Afryce Południowej skłoniły Milnera do wysunięcia postulatów ściślejszego związania kolonii z Koroną brytyjską. Na konferencji w Londynie w 1907 r. poświęconej sprawom kolonialnym, Milner wysunął postulat utworzenia stałej Rady Imperium, w skład której wchodzić mieli delegaci ze wszystkich posiadłości brytyjskiego imperium, oraz ściślejsze związanie kolonii z macierzą poprzez protekcjonizm handlowy i zacieśnienie współpracy handlowej. W 1910 r. założył Towarzystwo Okrągłego Stołu, które miało promować jego idee.

## Pobyt w Wielkiej Brytanii

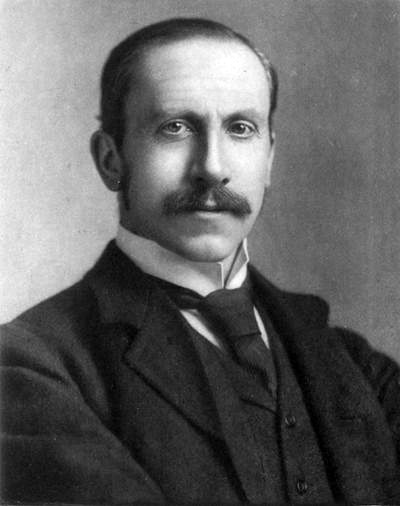
Lord Milner około 1906

Niedługo po powrocie z Południowej Afryki Milner musiał stawić czoło oskarżeniom radykalnych deputowanych Izby Gmin o nieludzkie traktowanie chińskich robotników, ale wyszedł z tej sytuacji obronną ręką. W 1906 r. został przewodniczącym firmy górniczej Rio Tinto Zinc. W latach 1909–1911 sprzeciwiał się propozycjom budżetowym wysuwanym przez Kanclerza Skarbu Lloyda George’a. Oddalił się również od liberałów i przeszedł w szeregi zwolenników Partii Konserwatywnej.
W 1916 r. Milner wszedł w skład koalicyjnego gabinetu Lloyda George’a jako minister bez teki. Jako najbardziej doświadczony po premierze członek gabinetu, lord Milner rychło stał się prawą ręką Lloyda George’a podczas licznych kryzysów w liberalno-konserwatywnej koalicji. Był zwolennikiem ścisłej współpracy krajów Ententy. W lutym 1917 r. brał udział w konferencji sprzymierzonych w Piotrogrodzie. W marcu 1918 r. był reprezentantem brytyjskiego gabinetu we Francji, gdy Niemcy zaczynały swoją wiosenną ofensywę. Działał na rzecz nadania marszałkowi Fochowi tytułu generalissimusa wojsk sprzymierzonych, co ostatecznie nastąpiło w 26 marca.
19 kwietnia 1918 r. Milner otrzymał tekę ministra wojny i przewodniczył radzie wojennej do końca I wojny światowej. Po wyborach 1918 r., które przyniosły wielkie zwycięstwo gabinetowi Lloyda George’a, Milner otrzymał w 1919 r. tekę ministra kolonii. Reprezentował Zjednoczone Królestwo na konferencji pokojowej w Paryżu i złożył swój podpis pod Traktatem Wersalskim. W latach 1919–1921 przebywał w Egipcie, gdzie badał możliwość przyznania Egiptowi autonomii. W lutym 1921 r. zrezygnował ze stanowiska ministra i odszedł na emeryturę.

## Ostatnie lata
26 lutego 1921 r. poślubił Violet Georginę Gascoyne-Cecil, z domu Maxse (1872 – 10 października 1958), wdowę po lordzie Edwardzie Gascoyne-Cecilu, córkę admirała Fredericka Augustusa Maxse’a i Cecilii Steel. Małżeństwo to nie doczekało się potomstwa.
Lord Milner pozostał nadal aktywnym członek Rhodes Trust. Stanley Baldwin powierzył mu nawet stanowisko przewodniczącego komisji ds. imperialnego protekcjonizmu, ale Milner nigdy nie objął tego stanowiska, gdyż Baldwin przegrał wybory parlamentarne. W 1925 r. udał się do Południowej Afryki. Zmarł po powrocie, 15 maja, z powodu śpiączki afrykańskiej, która została prawdopodobnie wywołana przez ukąszenie przez komara.
Wraz z jego śmiercią wygasł tytuł wicehrabiego Milner.